# Třída Descubierta
Třída Descubierta je třída víceúčelových fregat španělského námořnictva. Postaveno bylo celkem devět jednotek. Mimo Španělska je provozuje ještě Egypt a Maroko. Příbuzné jim jsou portugalské třídy João Coutinho a Baptista de Andrade.

## Stavba
Fregaty této třídy byly projektovány ve spolupráci s německou loděnicí Blohm + Voss a stavěny v 70. a 80. letech v loděnici E. N. Bazán (nyní Navantia) v Cartageně. Pro španělské námořnictvo bylo postaveno osm plavidel, zařazených do služby v letech 1978–1982. Dvě z nich získal, krátce po dokončení, Egypt. Devátá jednotka byla postavena pro Maroko.
Jednotky třídy Descubierta:
| Jméno                              | Uživatel  | Založení kýlu      | Spuštěna          | Vstup do služby    | Status                      |
| ---------------------------------- | --------- | ------------------ | ----------------- | ------------------ | --------------------------- |
| Descubierta (F-31)                 | Španělsko | 16. listopadu 1974 | 8. července 1975  | 18. listopadu 1978 | vyřazena 30. června 2009    |
| Diana (F-32)                       | Španělsko | 8. července 1975   | 26. ledna 1976    | 30. června 1979    | vyřazena 28. května 2015    |
| Infanta Elena (F-33)               | Španělsko | 26. ledna 1976     | 14. září 1976     | 12. dubna 1980     | vyřazena 17. března 2023    |
| Infanta Cristina (F-34)            | Španělsko | 11. září 1974      | 8. července 1976  | 24. listopadu 1980 | vyřazena 20. března 2024    |
| Cazadora (F-35)                    | Španělsko | 14. prosince 1977  | 17. října 1978    | 20. července 1981  | vyřazena 26. dubna 2018     |
| Vencedora (F-36)                   | Španělsko | 1. ledna 1978      | 27. dubna 1979    | 27. března 1982    | vyřazena 25. listopadu 2016 |
| Lieutenant Colonel Errhamani (501) | Maroko    | 23. března 1979    | 26. února 1982    | 28. března 1983    | aktivní                     |
| El Suez (F946)                     | Egypt     | 31. října 1978     | 8. října 1979     | 21. května 1984    | aktivní                     |
| El Aboukir (F941)                  | Egypt     | 28. února 1979     | 22. července 1980 | 27. října 1984     | aktivní                     |

## Konstrukce

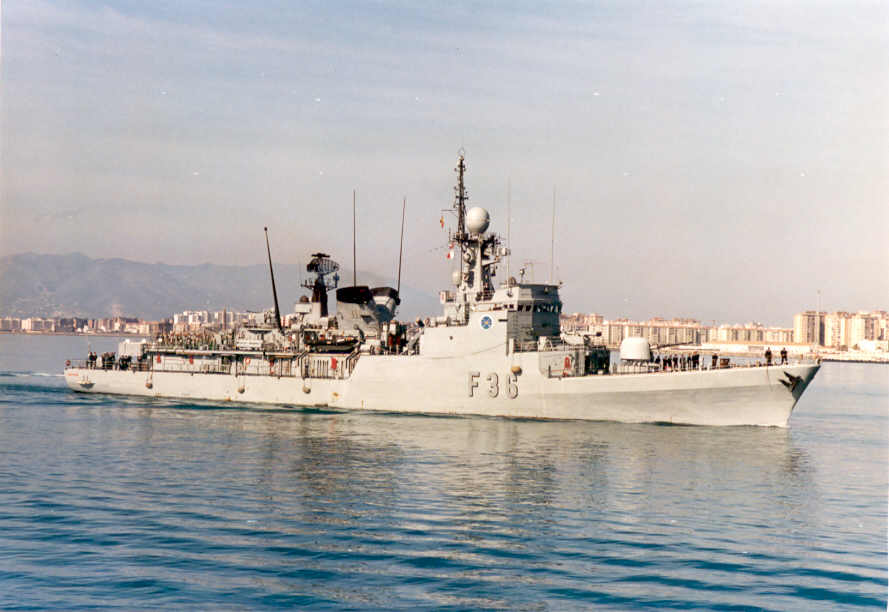
Vencedora

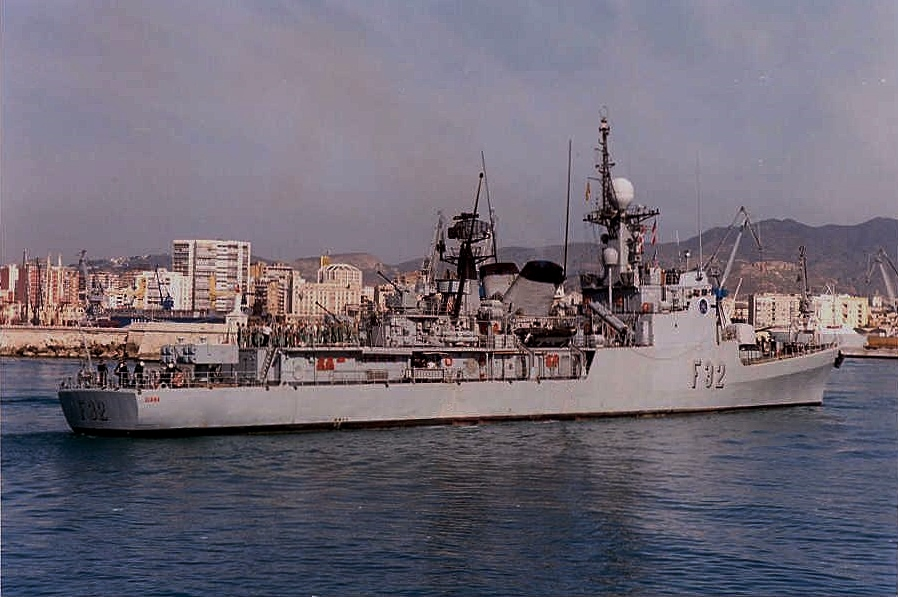
Diana

Po dokončení tvořil výzbroj fregat jeden 76mm kanón, dva 40mm kanóny, osminásobný kontejner řízených střel Sea Sparrow, jeden dvouhlavňový 375mm protiponorkový raketomet Bofors a dva trojhlavňové 324mm torpédomety. Na konci 80. let dostala španělská plavidla dvě až čtyři protilodní střely Harpoon a jejich 40mm kanóny nahradil modernější obranný systém Meroka.
Pohonný systém tvoří čtyři diesely MTU, roztáčející dvojici lodních šroubů. Nejvyšší rychlost dosahuje 26 uzlů.